# Adesione del Montenegro all'Unione europea
L'adesione del Montenegro all'Unione europea è uno dei principali obiettivi che si è prefissato il governo montenegrino da quando il paese è diventato indipendente dalla confederazione Serbia e Montenegro mediante un referendum popolare, tenutosi il 21 maggio 2006.
Il Montenegro ha firmato l'accordo di stabilizzazione e associazione (ASA) con l'Unione europea a Lussemburgo il 15 ottobre 2007, i cui negoziati per l'ASA iniziarono il 10 ottobre 2005, quando era ancora confederato con la Serbia. Nel novembre 1996 il Montenegro ha adottato unilateralmente come valuta ufficiale il marco tedesco, e conseguentemente ha adottato nel 1999 l'euro.

## Processo di adesione
Il Montenegro ha presentato domanda di adesione all'Unione il 15 dicembre 2008.
Il Consiglio europeo il 23 aprile 2009 ha trasmesso alla Commissione europea il relativo dossier invitandola a presentare un parere sullo stesso, a Podgorica sarà richiesto di compilare un questionario. La Commissione europea il 9 novembre raccomanda che al Montenegro venga attribuito lo status ufficiale di Paese candidato all'adesione. Il Consiglio europeo ha concesso lo status ufficiale di Paese candidato al Montenegro nella riunione del 17 dicembre 2010. Il 29 giugno 2012, a seguito della decisione del Consiglio europeo tenutosi lo stesso giorno, sono cominciati i negoziati di adesione; l'apertura dei negoziati era stata raccomandata dalla Commissione europea il 12 ottobre 2011 ed approvata dal Consiglio dell'Unione europea il 26 giugno 2012.

## Progresso dei negoziati
| Capitoli dell'acquis                                              | Situazione iniziale                   | Inizio Screening | Completamento Screening | Apertura Capitolo | Chiusura Capitolo |
| ----------------------------------------------------------------- | ------------------------------------- | ---------------- | ----------------------- | ----------------- | ----------------- |
| 1. Libertà di circolazione delle merci                            | Notevoli sforzi necessari             | 17/01/2013       | 06/03/2013              | 20/06/2017        |                   |
| 2. Libertà di circolazione dei lavoratori                         | Necessari ulteriori sforzi            | 07/06/2013       | 07/06/2013              | 11/12/2017        |                   |
| 3. Diritto di stabilimento/libertà di provvedere ai servizi       | Necessari ulteriori sforzi            | 23/10/2012       | 30/11/2012              | 11/12/2017        |                   |
| 4. Libera circolazione dei capitali                               | Necessari ulteriori sforzi            | 18/02/2013       | 21/02/2013              | 24/06/2014        |                   |
| 5. Appalti pubblici                                               | Necessari ulteriori sforzi            | 20/09/2012       | 19/11/2012              | 18/12/2013        | 27/06/2025        |
| 6. Diritto societario                                             | Necessari ulteriori sforzi            | 02/10/2012       | 22/11/2012              | 18/12/2013        |                   |
| 7. Diritto alla proprietà intellettuale                           | Notevoli sforzi necessari             | 11/10/2012       | 21/11/2012              | 31/03/2014        | 16/12/2024        |
| 8. Competitività                                                  | Necessari ulteriori sforzi            | 05/10/2012       | 04/12/2012              | 30/06/2020        |                   |
| 9. Servizi finanziari                                             | Necessari ulteriori sforzi            | 17/04/2013       | 11/06/2013              | 22/06/2015        |                   |
| 10. Società dell'informazione/Media                               | Necessari ulteriori sforzi            | 12/06/2012       | 22/01/2013              | 31/03/2014        | 16/12/2024        |
| 11. Agricoltura/Sviluppo rurale                                   | Notevoli sforzi necessari             | 06/11/2012       | 13/12/2012              | 13/12/2016        |                   |
| 12. Sicurezza alimentare/ Politica veterinaria e fitosanitaria    | Notevoli sforzi necessari             | 16/10/2012       | 01/02/2013              | 30/06/2016        |                   |
| 13. Pesca                                                         | Notevoli sforzi necessari             | 14/03/2013       | 06/06/2013              | 30/06/2016        |                   |
| 14. Politica dei trasporti                                        | Necessari ulteriori sforzi            | 22/04/2013       | 30/05/2013              | 21/12/2015        |                   |
| 15. Energia                                                       | Necessari ulteriori sforzi            | 27/02/2013       | 11/04/2013              | 21/12/2015        |                   |
| 16. Tassazione                                                    | Senza attesa di grandi difficoltà     | 08/04/2013       | 30/04/2013              | 30/03/2015        |                   |
| 17. Economia/Politica monetaria                                   | Necessari ulteriori sforzi            | 11/01/2013       | 25/02/2013              | 25/06/2018        |                   |
| 18. Statistiche                                                   | Notevoli sforzi necessari             | 03/06/2013       | 25/06/2013              | 16/12/2014        |                   |
| 19. Politica sociale/Occupazione                                  | Notevoli sforzi necessari             | 23/01/2013       | 13/03/2013              | 13/12/2016        |                   |
| 20. Impresa/Politica industriale                                  | Senza attesa di grandi difficoltà     | 25/10/2012       | 28/11/2012              | 18/12/2013        | 16/12/2024        |
| 21. Reti transeuropee                                             | Necessari ulteriori sforzi            | 22/04/2013       | 30/05/2013              | 22/06/2015        |                   |
| 22. Politica regionale/ Coordinamento degli strumenti strutturali | Notevoli sforzi necessari             | 14/11/2012       | 18/12/2012              | 20/06/2017        |                   |
| 23. Magistratura/Diritti fondamentali                             | Notevoli sforzi necessari             | 26/03/2012       | 31/05/2012              | 18/12/2013        |                   |
| 24. Giustizia/Libertà/Sicurezza                                   | Notevoli sforzi necessari             | 28/03/2012       | 25/05/2012              | 18/12/2013        |                   |
| 25. Scienza/Ricerca                                               | Senza attesa di grandi difficoltà     | 25/09/2012       | 25/09/2012              | 18/12/2012        | 18/12/2012        |
| 26. Educazione/Cultura                                            | Senza attesa di grandi difficoltà     | 26/09/2012       | 16/11/2012              | 15/04/2013        | 15/04/2013        |
| 27. Ambiente                                                      | Totalmente incompatibile con l'acquis | 04/02/2013       | 22/03/2013              | 10/12/2018        |                   |
| 28. Consumatori/Tutela della salute                               | Necessari ulteriori sforzi            | 19/02/2013       | 16/04/2013              | 16/12/2014        |                   |
| 29. Unione doganale                                               | Senza attesa di grandi difficoltà     | 24/05/2013       | 21/06/2013              | 16/12/2014        |                   |
| 30. Relazioni esterne                                             | Senza attesa di grandi difficoltà     | 14/05/2013       | 12/06/2013              | 30/03/2015        | 20/06/2017        |
| 31. Politica estera/Sicurezza/Difesa                              | Senza attesa di grandi difficoltà     | 17/05/2013       | 27/06/2013              | 24/06/2014        |                   |
| 32. Controlli finanziari                                          | Notevoli sforzi necessari             | 16/05/2013       | 19/06/2013              | 24/06/2014        |                   |
| 33. Disposizioni finanziarie e di bilancio                        | Senza attesa di grandi difficoltà     | 15/05/2013       | 27/06/2013              | 16/12/2014        |                   |
| 34. Istituzioni                                                   | Nessuna misura da adottare            |                  |                         |                   |                   |
| 35. Altri problemi                                                | Nessuna misura da adottare            |                  |                         |                   |                   |
| Progressi                                                         |                                       | 33 su 33         | 33 su 33                | 33 su 33          | 7 su 33           |

## Riepilogo
| Giorno           | Evento |
| ---------------- | --- |
| 15 ottobre 2007  | Firma l'Accordo di Stabilizzazione e Associazione (ASA), formalmente Accordo di stabilizzazione e di associazione tra le Comunità europee e i loro Stati membri da una parte, e la Repubblica di Montenegro, dall'altra |
| 15 dicembre 2008 | Presentazione della domanda di adesione all'Unione europea |
| 1º maggio 2010   | Entra in vigore l'ASA tra le Comunità europee ed i propri Stati membri e la Repubblica del Montenegro |
| 17 dicembre 2010 | Il Consiglio europeo adotta la proposta presentata della Commissione europea il 9 novembre conferendo al Montenegro lo status di Paese candidato all'adesione |
| 12 ottobre 2011  | La Commissione europea raccomanda l'avvio dei negoziati d'adesione |
| 26 giugno 2012   | Il Consiglio Affari generali dell'Unione europea approva l'avvio dei negoziati d'adesione il 29 giugno |
| 29 giugno 2012   | Il Consiglio europeo adotta la proposta presentata della Commissione europea il 22 maggio avviando i negoziati di adesione con il Montenegro |
| 29 giugno 2012   | A Bruxelles avvio dei negoziati ufficiali d'adesione del Montenegro all'Unione europea con la prima Conferenza di adesione col Montenegro a livello ministeriale |
| 18 dicembre 2012 | A Bruxelles la seconda Conferenza di adesione col Montenegro viene deliberata l'apertura e provvisoria chiusura del capitolo negoziale: 25 Scienza e Ricerca |
| 15 aprile 2013   | A Bruxelles la prima Conferenza di adesione col Montenegro a livello di delegati delibera l'apertura e la chiusura provvisoria del capitolo negoziale 25 Scienza e Ricerca. |
| 18 dicembre 2013 | A Bruxelles la terza Conferenza di adesione col Montenegro a livello ministeriale delibera l'apertura dei capitoli negoziali 5 Appalti pubblici; 6 Diritto societario; 20 Imprese e la politica industriale; 23 Magistratura e diritti fondamentali e 24 Giustizia, libertà e sicurezza e difesa inoltre conferma A livello ministeriale quanto deliberato dalla Conferenza di adesione col Montenegro a livello di delegati tenutasi a Bruxelles il 15 aprile 2013 |
| 31 marzo 2014    | A Bruxelles la seconda Conferenza di adesione col Montenegro a livello di delegati delibera l'apertura dei capitoli negoziali 7 Diritto alla proprietà intellettuale e 10 Società dell'informazione e Media. |
| 24 giugno 2014   | A Lussemburgo la quarta Conferenza di adesione col Montenegro a livello ministeriale delibera l'apertura dei capitoli negoziali 4 Libero movimento di capitali e 32 Politica estera, di sicurezza e difesa e conferma a livello ministeriale quanto deliberato dalla Conferenza di adesione col Montenegro a livello di delegati tenutasi a Bruxelles il 31 marzo 2014                                                                                              |
| 16 dicembre 2014 | A Bruxelles la quinta Conferenza di adesione col Montenegro viene delibera l'apertura dei capitoli negoziali 18 Statistiche, 28 Consumatori e protezione della salute, 29 Unione doganale e 33 Disposizioni finanziarie e di bilancio |
| 30 marzo 2015    | A Bruxelles la terza Conferenza di adesione col Montenegro a livello di delegati delibera l'apertura dei capitoli negoziali 16 Fiscalità e 30 Relazioni esterne. |
| 30 giugno 2020   | A Bruxelles l'ultimo capitolo negoziale "Competitività" viene ufficialmente aperto |